# منافسة غير سعرية
المنافسة غير السعرية هي إستراتيجية تسويقية تحاول فيها إحدى المؤسسات تمييز منتجها أو خدمتها بين المنتجات المنافسة على أساس ميزاتها مثل التصميم وبراعة التصنيع." (McConnell-Brue, 2002, p. 43.7-43.8). ويمكن للمؤسسة كذلك تمييز عرض منتجها من خلال جودة الخدمة والتوزيع الشامل، أو التركيز على العملاء، أو أي ميزة تنافسية مستدامة أخرى غير السعر. ويمكن أن يتناقض أسلوب المنافسة هذا مع المنافسة السعرية والتي تحاول فيها إحدى الشركات تمييز منتج أو خدمة عن المنتجات المنافِسة على أساس انخفاض السعر. وعادةً ما تتضمن المنافسة غير السعرية نفقات ترويجية (مثل الإعلان، أو نفقات طاقم المبيعات، أو توفير مواقع يسهل الوصول إليها، أو نفقات الحملات الترويجية للمبيعات أو الكوبونات أو الطلبات الخاصة، أو الهدايا المجانية)، وتكاليف أبحاث المبيعات، وتحسين المنتجات الجديدة، وكذلك تكاليف إدارة العلامة التجارية.
تعمل الكثير من المؤسسات على تطبيق أسلوب المنافسة غير السعرية، بالرغم من التكاليف الإضافية المتضمنة في مثل هذه العملية، نظرًا لأنها تدر في العادة ربحًا أكبر من البيع بسعرٍ منخفض، كما تتجنب مخاطر حرب الأسعار.
بالرغم من عدم استخدام أي شركة لإستراتيجية المنافسة غير السعرية، إلا أنها تستخدم بشكلٍ كبير بين القلة المحتكرين والمنافسة الاحتكارية، نظرًا للتنافسية الشديدة التي تنشأ بين المؤسسات.